# William Legge (4e comte de Dartmouth)
Pour les articles homonymes, voir William Legge.
William Legge (29 novembre 1784 - 22 novembre 1853) est un pair britannique. Il est titré vicomte Lewisham entre 1801 et 1810, avant d'être comte de Dartmouth

## Biographie
Il est le fils de George Legge (3e comte de Dartmouth), et de Frances, fille de Heneage Finch (3e comte d'Aylesford). Heneage Legge et Arthur Legge sont ses jeunes frères .
Il est élu au Parlement en tant que l'un des deux représentants du port de Milborne lors d'une élection partielle en janvier 1810. Cependant, en novembre de la même année, il succède à son père dans le comté et prend place à la Chambre des lords . Il est élu membre de la Royal Society le 7 novembre 1822 . Il est également membre de la Société des antiquaires .

## Famille
Lord Dartmouth se marie deux fois.
Il épouse d'abord Frances Charlotte Chetwynd-Talbot, fille de Charles Chetwynd-Talbot (2e comte Talbot), le 5 avril 1820. Ils ont un fils, William Legge, né le 12 août 1823. Frances est décédée le 4 octobre 1823.
Lord Dartmouth se remarie avec Frances Barrington, fille du révérend George Barrington, le 25 octobre 1828. Ils ont six fils et neuf filles : 
- Frances Elizabeth Legge, née en 1830,
- Louisa Legge, née en 1831,
- George Barrington Legge, né le 19 décembre 1831,
- Beatrix Maria Legge, née en 1833,
- Edward Henry Legge, né le 23 avril 1834,
- Arthur Kaye Howard Legge, né en 1835,
- Katharine Legge, né en 1837,
- Florence Legge (1838–1917), qui épouse le colonel Nathaniel Barnardiston
- Augustus Legge, né le 28 novembre 1839, évêque de Lichfield (1891–1913)
- Barbara Caroline Legge, née en 1841,
- Charles Gounter Legge, né le 9 mai 1842,
- Charlotte Anne Georgiana Legge, née en 1844,
- Heneage Legge, né le 3 juillet 1845,
- Harriet Octavia Legge, née le 1er mars 1847,
- Wilhelmina Legge, née en 1849.

La comtesse de Dartmouth décède le 12 août 1849.
Lord Dartmouth est resté veuf jusqu'à sa mort en novembre 1853, à l'âge de 68 ans . Son unique enfant de son premier mariage lui succède.
Dartmouth est le plaideur dans l'affaire du droit des fiducies de Howe v Earl of Dartmouth (1802) 7 Ves 137.